# Tasman Metals
Tasman Metals Ltd är ett kanadensiskt bolag som utvecklar utvinning av sällsynta jordartsmetaller, också benämna REE.
Bolaget bildades i november 2009 och börsnoterades samma år.

## Dotterbolaget Tasmet AB
Tasmet AB var ett dotterbolag till Tasman Metals, vilket bildades 2009 i avsikt att driva projektet Norra Kärr i Gränna. Det försattes i konkurs 2024.
Bolaget hade till 2016 bearbetningskoncession i Norra Kärr och planerade då att starta ett dagbrott mellan Gränna och Ödeshög på ett 140 hektar stort område för att utvinna sällsynta jordartsmetaller.
Hela det tänkta gruvområdet ligger inom Vätterns tillrinningsområde. Denna typ av gruvdrift är mycket miljöbelastande och behäftad med stora risker med avseende på lakvatten och damm.
Tasmet AB har haft undersökningstillstånd också för att prospektets norr om Norra Kärr upp emot Ödeshög i Östergötlands län. Den statliga myndigheten Bergsstaten tillät Tasmet AB att muta in mark upp till Jusseryd och Sunneby.

## Projekt

### Norra Kärr
Bolagets största projekt har drivits i Norra Kärr utanför Gränna genom dotterbolaget Tasmet AB. Fler än 40 hål för provtagning har utförts. Projektet har av SGU bedömts vara av riksintresse.
Bolaget hade planer på att starta ett dagbrott mellan Gränna och Ödeshög på ett 140 hektar stort område för att söka utvinna sällsynta jordartsmetaller.
Hela det tänkta gruvområdet ligger inom Vätterns tillrinningsområde. Denna typ av gruvdrift är extremt miljöbelastande och behäftad med stora risker med avseende på lakvatten och damm.
Tasmet AB har fått fler undersökningstillstånd för att bland annat kunna leta norr om Norra Kärr upp emot Ödeshög i Östergötlands län. Den statliga myndigheten Bergsstaten har tillåtit Tasmet AB att muta in mark ända upp till Jusseryd och Sunneby. 
I maj 2013 gav Bergsstaten bearbetningskoncession för brytning av sällsynta jordartsmetaller i Norra Kärr. Efter flera överklaganden meddelades i juni 2014 definitivt tillstånd för provbrytning med ett uttag om högst 200 kubikmeter bergmaterial.

### Olserum
Olserum ligger 30 km norr om Västervik, i Kalmar län omkring 10 km från Östersjön. Tasman har utvinningsrätt till sällsynta jordartsmetaller på en yta av 8 000 ha. Royaltyavtal har träffats som ger markägaren och svenska staten 0,25 %.

### Korsnäs, Finland
Korsnäs ligger 350 km norr om Helsingfors och 25 km sydväst om Vasa.